# TKO Software
TKO Software est une société de développement de jeux vidéo fondé en 2002 à Santa Cruz, en Californie par Jacob Hawley et Michael Songy.